# 월드박스
《월드박스》(World Box)는 자신이 만든 섬을 여러 능력으로 통제할 수 있는 게임으로, 막심 카르펜코가 개발한 인디 게임이다. 지형, 생명, 물체 등을 생성/파괴할수 있는 장점이 있다.